# Церковь Космы и Дамиана (Калуга)
Храм святых бессребреников и чудотворцев Космы и Дамиана Римских — приходской православный храм в Калуге. Принадлежит к Калужской епархии Русской православной церкви. Каменное здание церкви построено в 1794 году в стиле барокко. В советское время была закрыта. Возвращена верующим в 1992 году.

## История
Церковь первоначально находилась близ Богоявленской (стрелка улиц Кутузова и Вилонова). В описях 1626 и 1685 годов она значится как церковь Николая Чудотворца «что за лавками», «древян, шатром, в старом остроге», с приделом во имя Космы и Дамиана. В 1754 году деревянный храм пострадал от пожара, а годом позже на его месте построен каменный. В дальнейшем данный храм был разобран и перенесён в новый район города. Ныне существующее каменное здание, постройка которого обошлась в 70 тыс. рублей серебром, освящено в 1794 году во имя Спаса Нерукотворного Образа. В 1824 году в трапезной части храма были построены ещё два придела: в честь Космы и Дамиана и святителя Николая. В 1886 году в приделах были установлены иконостасы.
В 1926 году, служившие в храме, иеромонах Антоний (Кобелев) и священник Николай Вылежинский были арестованы «за антисоветскую агитацию» и отправлены в ссылку. В 1937 году храм был закрыт и некоторое время использовался для содержания заключенных. В послевоенные годы в нем был гараж и хозяйственные склады. В 1960 году постановлением Совета Министров РСФСР № 1327 от 30 августа храм был объявлен памятником архитектуры и градостроительства республиканского значения. Несмотря на это, здание продолжали использовать как складское помещение.
Здание было возвращено Калужской епархии 17 июля 1992 на основании распоряжения администрации Калужской области № 279-р от 3 апреля того же года. Первое время восстановлением храма занимался протоиерей Николай Суходолов, затем Георгий Гафаров. Освящение центрального придела было совершено архиепископом Климентом 27 августа 1998 года, после чего в храме начались регулярные богослужения. С 1999 года при церкви действуют две воскресные школы: для детей и для взрослых.

## Архитектура
Внешняя архитектура храма резко выделяется среди других церквей Калуги своей выдержанностью, пропорциональностью и изяществом. В объемно-пространственном построении храма и его декоративной отделке фасадов чередуются классические и барочные мотивы. Возможно, проект на эту постройку был разработан ещё в 1770-е годы, когда шла интенсивная перепланировка и застройка Калуги. В плане церковь похожа на корабль, основание — лепестковое. Основной объём построен четырьмя связанными между собою полукружиями. Высокий купольный свод увенчан пятью главами на световых барабанах. Боковые входы украшены небольшими, но высокими порталами, с двумя парами тонких колонн. Над порталами располагаются такие же, но более изящные колонны, поддерживающие мысообразные фронтончики. Наличники окон и другие детали отличаются массивностью и сочностью рисунка.
Четырёхъярусная колокольня и большая трапезная сделаны в строгих формах раннего классицизма. Колокольня постепенно суживается кверху. Сначала она стояла отдельно от храма, но в XIX веке была соединена с ним папертью. Апсида в плане характерна для культовых сооружений середины XVIII века. Боковые главы храма являются четвёртым ярусом башен-экседр, примыкающих к храму. Композиция завершающего пятиглавия очень напоминает церкви постройки Б. Ф. Растрелли, что позволяет предполагать, что архитектором был кто-то из его учеников.